# Ferran Soldevila i Zubiburu
Ferran Soldevila i Zubiburu (Barcelona, 24 d'octubre de 1894 — Barcelona, 19 de maig de 1971) fou un historiador i escriptor català.

## Biografia
Fou fill de Carles Soldevila i Boixader i de Mercè Zubiburu i Betancourt, ambdós de Barcelona. Fou germà de l'escriptor Carles Soldevila, a diferència del qual Ferran es va dedicar fonamentalment a la historiografia, tot i que també va escriure obres de teatre, de poesia i una novel·la inèdita. Fou membre de l'Institut d'Estudis Catalans i de l'Acadèmia de Bones Lletres de Barcelona. Deixeble d'Antoni Rubió i Lluch, es doctorà a Madrid el 1922 (amb Menéndez Pidal), i el mateix any entrà al cos de bibliotecaris i arxivers. Va exercir la seva professió primer a Maó i més tard a Logronyo. Entre 1924 i 1928 va ser un assidu col·laborador de la Revista de Catalunya. El 1926 es va traslladar a Liverpool com a lector de literatures hispàniques. El 1928, ja de tornada, va ser nomenat professor d'història de Catalunya a l'Escola de Bibliotecàries. Va tenir relacions amoroses amb Rosa Leveroni quan ella era la seva aprenent.
De la seva Història de Catalunya, escrita entre 1934 i 1935 amb l'encàrrec de Francesc Cambó de sintetitzar els episodis més destacats de la història del país, Joan Fuster va afirmar-ne que era la millor visió de conjunt del passat català que s'hagi escrit. L'obra va ser publicada en tres volums entre 1934 i 1935. Va ser reeditada i actualitzada el 1962.
El 1931 va treballar a l'Arxiu de la Corona d'Aragó i més tard a la Biblioteca Universitària. Durant la Guerra civil espanyola va seguir impartint classes a la Universitat, on era professor d'història. En acabar la guerra es va exiliar i va residir a França del 1939 fins al 1943. Al seu retorn, es va fer càrrec de la càtedra d'història de Catalunya als Estudis Universitaris Catalans. El 1952 va publicar la Història d'Espanya, obra en vuit volums. Va escriure un important conjunt d'obres, especialment sobre l'Edat mitjana de Catalunya. Va dirigir les col·leccions Un segle de vida catalana i Episodis de la Història.

## Publicacions destacades
- Pere el Gran (1950-) ISBN 84-7283-302-X
- Què cal saber de Catalunya (1968) ISBN 84-8300-802-5
- Història de Catalunya. Ferran Valls i Taberner, Ferran Soldevila, L'Abadia de Montserrat, 2002 ISBN 978-84-8415-434-1
- Cronistes, joglars i poetes. Ferran Soldevila, Josep Massot i Muntaner, Joaquim Molas ISBN 84-7826-761-1
- Síntesi d'història de Catalunya ISBN 84-7826-601-1
- Dietaris de l'exili i del retorn. Ferran Soldevila, Enric Pujol ISBN 84-7502-484-X
- Els almogàvers (1952) ISBN 84-232-0475-8
- Textos d'història i política (1924-1967) ISBN 84-393-3061-8
- Resum d'història dels Països Catalans ISBN 84-7226-043-7
- Crónica o Llibre dels feits. Jaume I el Conqueridor, Ferran Soldevila ISBN 84-297-1903-2
- Història de la proclamació de la República a Catalunya. Ferran Soldevila, Miquel Coll i Alentorn, Pere Gabriel i Sirvent ISBN 84-7256-123-2
- Síntesis de historia de Cataluña Ferran Soldevila ISBN 84-233-0713-1
- Els primers temps de Jaume I, Ferran Soldevila
- Jaume I Pere el Gran, Editorial Vicens Vives, Barcelona, 1955 (segona edició 1965)
- Jaume I el Conqueridor, Biblioteca Biogràfica Catalana, 1958 (segona edició 1969)[4]
- Vida de Pere el Gran i d'Alfons el Liberal, Biblioteca Biogràfica Aedos, Barcelona, 1963.
- Annals (traducció de l'obra de Tàcit), Fundació Bernat Metge, Barcelona 1930
- Les quatre grans cròniques. Ferran Soldevila, Editorial Selecta
- Hores angleses (1938). Institució de les Lletres Catalanes, 1938. Adesiara editorial, Martorell, 2011. ISBN 978-84-92405-41-1

## Fons personal

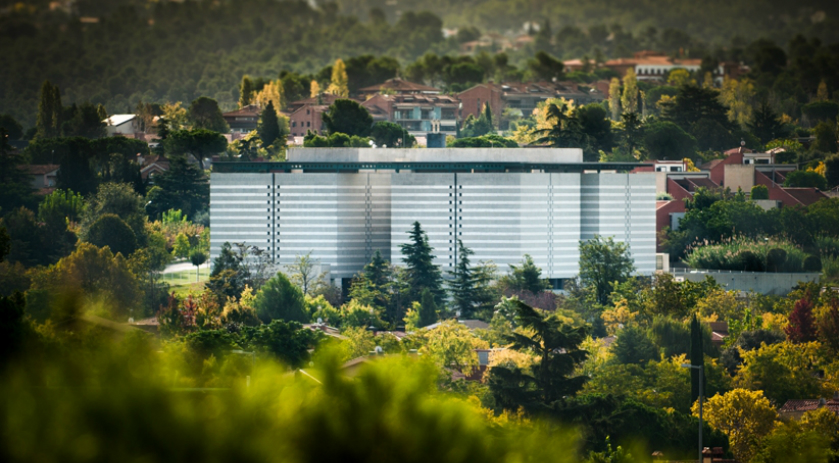
Arxiu Nacional de Catalunya, a Sant Cugat del Vallès, on resta dipositat el fons personal de Ferran Soldevila

El seu fons personal es conserva a l'Arxiu Nacional de Catalunya. El fons conté la documentació generada i rebuda per Ferran Soldevila; documentació personal i familiar, documentació produïda en funció de la seva activitat professional com a historiador i com a escriptor, correspondència i documentació sobre el productor del fons. Del conjunt de documentació, destaquen, especialment, els manuscrits originals, els esborranys, els textos mecanoscrits, els articles periodístics, el material de treball i les llibretes d'anotacions de l'autor, que testimonien la seva obra literària i històrica. També cal destacar la correspondència rebuda per Ferran Soldevila, tant pel seu volum com per l'interès de les cartes originals procedents de nombrosos corresponsals destacats del moment.